# Pittosporum raivavaeense
Pittosporum raivavaeense är en tvåhjärtbladig växtart som beskrevs av Harold St.John. Pittosporum raivavaeense ingår i släktet Pittosporum och familjen Pittosporaceae. Inga underarter finns listade.